# Andrzej Rybarczyk (samorządowiec)
Andrzej Wojciech Rybarczyk (ur. 3 lutego 1946) – polski samorządowiec i inżynier, w latach 1999–2002 wicemarszałek województwa opolskiego.

## Życiorys
Absolwent Politechniki Wrocławskiej. W 1971 jako stypendysta rozpoczął pracę w Instytucie Mineralnych Materiałów Budowlanych w Opolu-Groszowicach.
Zaangażował się w działalność polityczną w ramach Unii Wolności, był także radnym miejskim Opola. 1 stycznia 1999 został wybrany wiceprzewodniczącym zarządu województwa opolskiego (od 1 czerwca 2001 pod nazwą wicemarszałka). 19 kwietnia 2002 odwołany ze stanowiska w związku z rozpadem koalicji AWS-UW-Mniejszość Niemiecka. W 2002 bezskutecznie kandydował do rady miejskiej Opola z listy KW Wspólnota Prawe Miasto. Od 2004 pracował w Cementowni Odra w Opolu, w tym od 2005 do 2015 jako jej prezes. Został także członkiem Wojewódzkiej Komisji Urbanistyczno-Architektonicznej.